# Edifici de l'estació transformadora del ferrocarril
L'Edifici de l'estació transformadora del ferrocarril és una obra de Manlleu (Osona) inclosa a l'Inventari del Patrimoni Arquitectònic de Catalunya.

## Descripció
Es tracta d'un edifici molt semblant a l'estació de tren. Està format per un cos central de planta baixa i pis, amb dos cossos adossatsnom és de planta baixa. S'accedeix al cos central mitjançant una obertura d'arc de mig punt amb una finestra de dintell horitzontal a cada costat. A la planta pis es repeteix la distribució de les obertures, al centre, però, hi ha un balcó amb barana de ferro. En el capcer triangular que acull les golfes queda a la vista una estructura de fusta que en les façanes laterals acull tres petites obertures. Els cossos laterals tenen dues obertures d'arc de mig punt que comparteixen el mateix ampit. L'edifici està arrebossat. Les cobertes són de teula ceràmica a dues vessants, amb força pendent. En el cos principal el carener de la teulada és perpendicular a la façana, mentre que els cossos d'ambdós costats el carener el peral·lel.